# Ptychatractidae
Ptychatractidae is een familie van weekdieren uit de klasse van de Gastropoda (slakken).

## Geslachten
- Ceratoxancus Kuroda, 1952
- Egestas Finlay, 1926
- Exilia Conrad, 1860
- Exilioidea Grant & Gale, 1931
- Latiromitra Locard, 1897
- Metzgeria Norman, 1879
- Ptychatractus Stimpson, 1865